# 北京中学

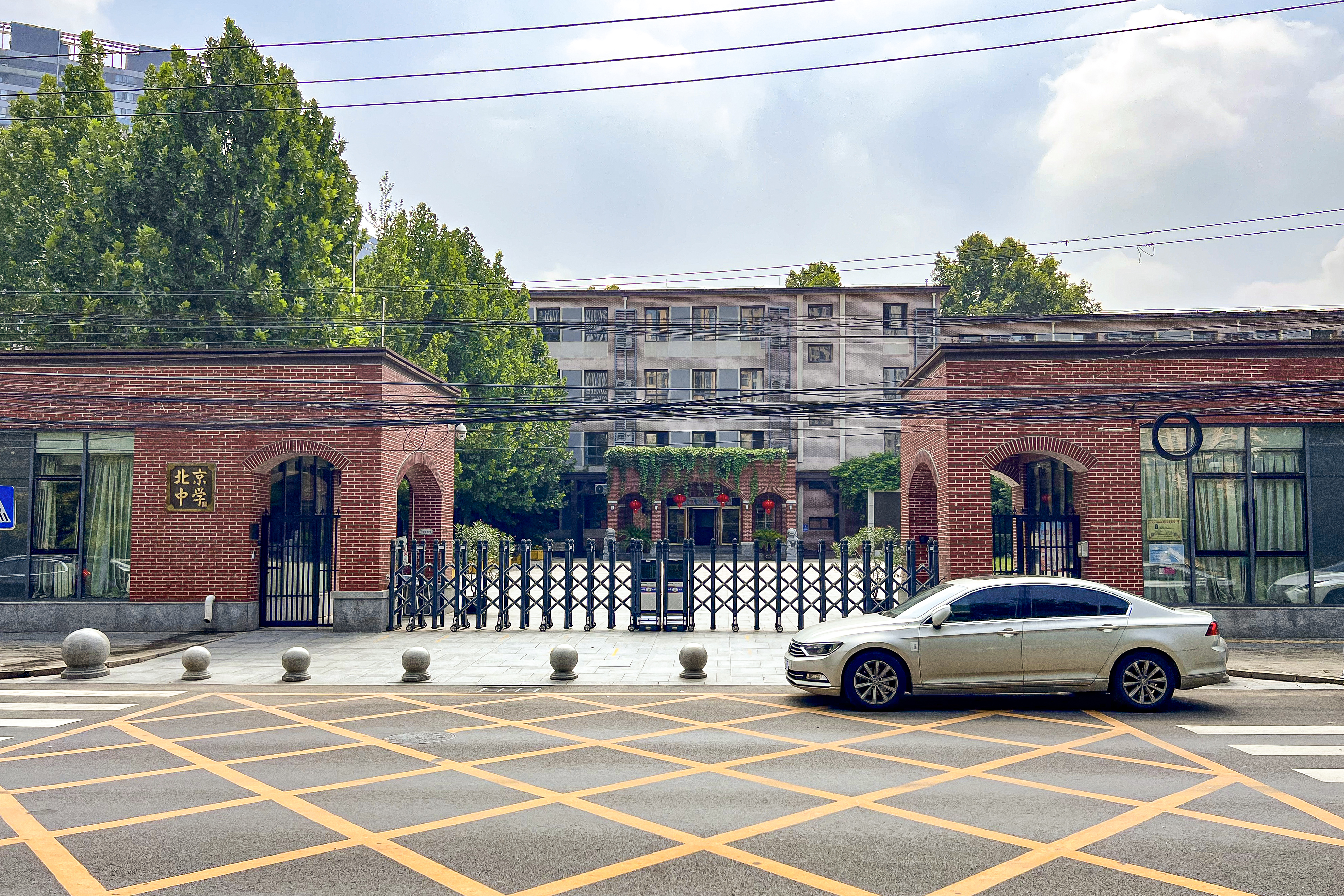
北京中学西坝河校区（原北京市民族职业高中校址）

北京中学（Beijing Academy）位于中华人民共和国北京市朝阳区，成立于2013年9月，是经北京市政府批准，由朝阳区政府创办的一所涵盖小学、初中、高中的十二年一贯制公办学校。学校4址办学，全校有学生3000余名，教职员工近400人，先后聘有来自美国、英国、加拿大、乌克兰、荷兰、芬兰等多个国家的外籍教师。2017年，北京中学开始国际方向的办学探索，2020年获北京市教委批准高中中外合作办学项目。北京中学是AP授权校，CIS认证成员学校，ACT考试中心，剑桥国际课程学校。中美高中项目为中国高中课程、AP课程与特色课程融合的课程体系。